# 마이크로소프트 인포패스
마이크로소프트 인포패스(Microsoft InfoPath)는 XML 기반의 데이터 항목 폼을 개발하는 데에 쓰이는 응용 프로그램이며 마이크로소프트 오피스 2007의 일부가 되어 공개되었다. 코드네임은 XDocs였다.
인포패스의 기본 기능으로는 사용자 정의 XML 개요를 지원하는 XML 문서를 만들고 보는 것이다. MSXML과 SOAP 툴킷을 통해 XML 웹 서비스를 사용하여 외부에 있는 시스템과 연결할 수 있고, 맨 끝과 중간에 있는 시스템들은 SOAP, UDDI, 그리고 WSDL과 같은 웹 서비스 표준을 사용하여 통신할 수 있다. 또한, 인포패스는 원본 그대로의 XML이기 때문에 다른 XML 프로세서에서 데이터를 바로 다시 결정할 수 있다.
인포패스에서, 인포패스 클라이언트가 오프라인으로 사용되고 있다 할지라도 사용자는 컴퓨터에서 폼을 채워 넣을 수 있다. 인포패스는 유효성을 확인하기 위해 폼 위에 있는 몇 개의 필드를 확인할 수 있으며 사용자는 디지털 서명을 첨부할 수 있다. 또, 사용자는 승인을 위해 나중에 서버에 연결하여 폼을 XML 형식으로 제출할 수 있다. 사용자가 서버에 연결할 때 폼 템플릿은 자동으로 업데이트 된다.
마이크로소프트 오피스 2016부터는 이 기능이 제거되었다.

## 버전
| 버전          | 포함 위치                                                          | 출시 날짜        |
| ------------- | ------------------------------------------------------------------ | ---------------- |
| 인포패스 2003 | 마이크로소프트 오피스 2003 프로페셔널 엔터프라이즈                 | 2007년 11월 19일 |
| 인포패스 2007 | 마이크로소프트 오피스 2007 얼티밋, 프로페셔널 플러스, 엔터프라이즈 | 2007년 1월 27일  |
| 인포패스 2010 | 마이크로소프트 오피스 2010 프로페셔널 플러스, 오피스 365           | 2010년 7월 15일  |
| 인포패스 2013 | 마이크로소프트 오피스 2013 프로페셔널 플러스, 오피스 365           | 2013년 1월 29일  |